# Ewa Kopacz
Ewa Bożena Kopacz (prononcé en polonais [ˈɛva ˈkɔpat͡ʂ] ), née Lis le 3 décembre 1956 à Skaryszew, est une médecin et femme d'État polonaise, membre de la Plate-forme civique (PO) et présidente du Conseil des ministres de 2014 à 2015.
Députée de la circonscription de Radom dès 2001, elle est ministre de la Santé dans le premier gouvernement de Donald Tusk entre 2007 et 2011, puis est ensuite présidente de la Diète.
Elle devient chef du gouvernement puis dirigeante de la PO dans la foulée de la nomination de Donald Tusk à la présidence du Conseil européen, en 2014. Moins d'un an plus tard, elle quitte ces fonctions après la défaite de son parti face aux conservateurs lors des élections parlementaires.
En 2019, elle entre au Parlement européen dont elle devient l'une des vice-présidents.

## Biographie

### Origines
Elle naît Ewa Lis le 3 décembre 1956 à Skaryszew.

### Médecin
Après avoir terminé ses études secondaires à Radom, elle entre à l'académie de médecine de Lublin, dont elle ressort en 1981 avec un diplôme de pédiatrie et de médecine générale.
Elle intègre ensuite le système de santé polonais, au sein duquel elle finit par prendre la direction d'un établissement de santé situé dans la petite ville de Szydłowiec, en Mazovie, charge qu'elle assume jusqu'en 2001.

### Députée à la Diète
En 1998, elle est élue à la Diètine régionale de Mazovie sur la liste de l'Union pour la liberté (UW). Elle quitte ce parti et démissionne de son mandat en 2001, afin de rejoindre la Plate-forme civique (PO), sous les couleurs de laquelle elle est élue députée de Radom aux élections législatives de septembre 2001.
Elle est réélue députée en 2005, puis elle se voit portée à la présidence de la commission parlementaire de la Santé. Un an plus tard, elle devient responsable de la Santé dans le cabinet fantôme institué par la PO le 13 janvier 2006. En outre, elle préside la fédération du parti dans la voïvodie de Mazovie.

### Ministre de la Santé
À l'issue des élections législatives anticipées du 21 octobre 2007, Ewa Kopacz remporte un troisième mandat parlementaire. Le 16 novembre suivant, elle est nommée ministre de la Santé, dans le gouvernement de coalition de centre droit dirigé par le président de la PO et nouveau président du Conseil des ministres, Donald Tusk.
Durant ce mandat ministériel, elle se fait remarquer en intervenant pour faire appliquer une décision de justice favorable à l'avortement d'une adolescente, en soutenant la prise en charge par l'État des fécondations in vitro pour les familles les plus modestes, et en refusant d'importer en Pologne des vaccins contre la grippe A (H1N1), les jugeant peu fiables.
Le 8 octobre 2010, Ewa Kopacz est désignée vice-présidente de la PO.

### Présidente de la Diète
Réélue députée de Radom lors des élections législatives du 9 octobre 2011, Ewa Kopacz quitte le gouvernement de Donald Tusk après avoir été désignée candidate à la présidence de la Diète par la Plate-forme civique.
Le 8 novembre, elle est effectivement élue à la présidence de la chambre basse avec 300 voix, contre 150 au candidat de Droit et justice (PiS), Marek Kuchciński. Elle devient ainsi la seconde femme présidente d'une chambre du Parlement polonais, après Alicja Grześkowiak, présidente du Sénat de 1997 à 2001. Deux ans plus tard, le 14 décembre 2013, elle prend la suite de Grzegorz Schetyna comme première vice-présidente de la PO.

### Présidente du Conseil des ministres

#### Successeur de Donald Tusk

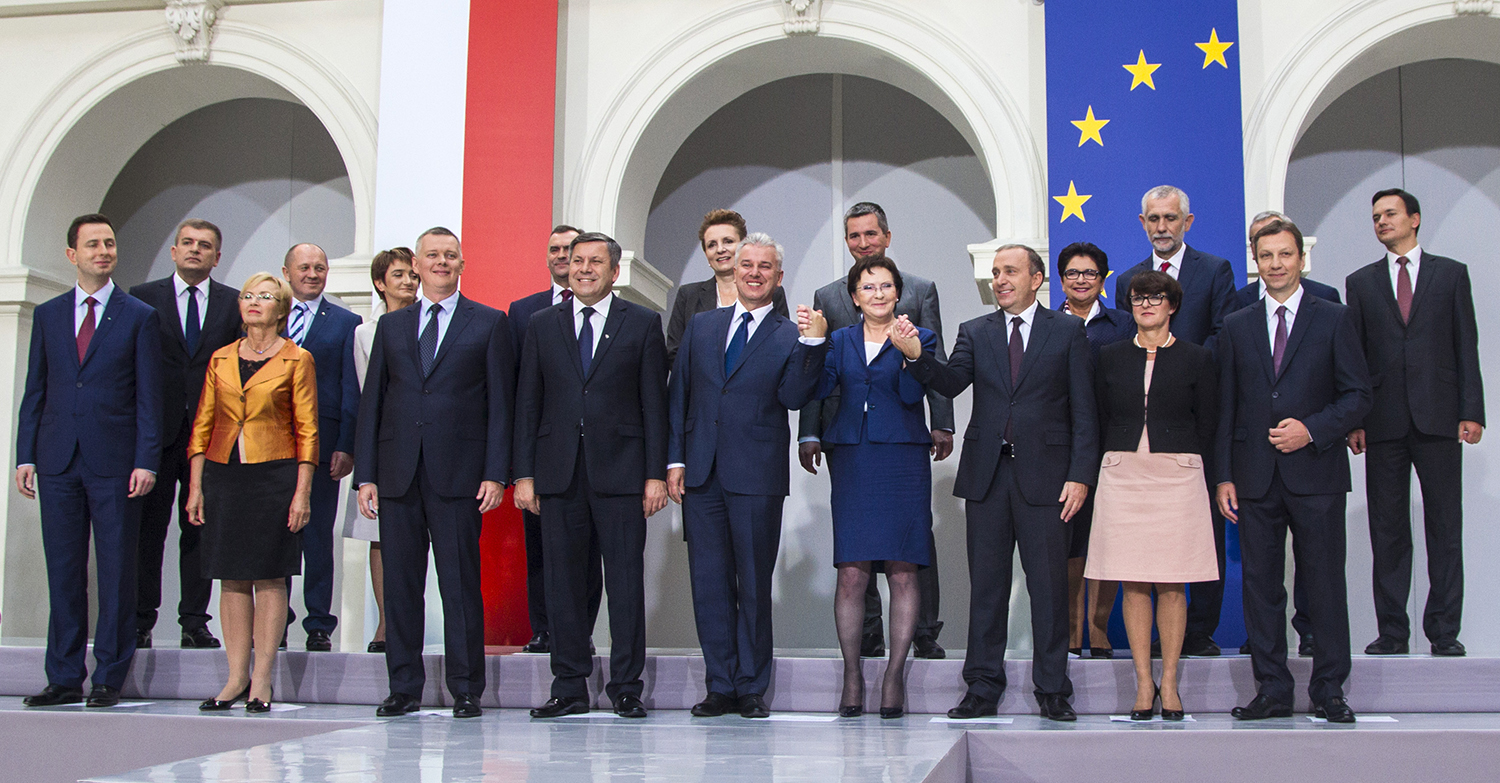
Le gouvernement d'Ewa Kopacz, lors de sa présentation, le 19 septembre 2014.

À la suite de la désignation de Donald Tusk comme prochain président du Conseil européen le 30 août 2014, elle est présentée comme un de ses successeurs potentiels pour la présidence du Conseil des ministres. Bien que les électeurs du parti lui préfèrent Grzegorz Schetyna et Radosław Sikorski, elle obtient le 4 septembre le soutien de Tusk et de la majorité des membres du bureau de la PO, seuls deux membres se prononçant en faveur de Schetyna. Le 8 septembre, le président du Parti paysan polonais (PSL) Janusz Piechociński annonce au président de la République Bronisław Komorowski que son parti la soutient également, lui assurant ainsi une majorité parlementaire.

#### Un gouvernement de ténors et de continuité
Le 12 septembre, le président Komorowski accepte la candidature d'Ewa Kopacz, puis la charge officiellement de constituer le prochain gouvernement ; elle prête serment devant le chef de l'État au palais présidentiel de Varsovie le 22 septembre suivant,.
Dans ce gouvernement sont nommés des poids lourds de la PO : Grzegorz Schetyna, figure de proue du parti, devient ministre des Affaires étrangères, tandis que le vice-président de la chambre basse, Cezary Grabarczyk, prend le portefeuille de la Justice. Sont par ailleurs confirmés au sein de ce cabinet des ministres d'envergure, comme le titulaire du portefeuille de la Défense, Tomasz Siemoniak, promu vice-président du Conseil au même titre que le ministre de l'Économie, Janusz Piechociński, président du PSL, l'autre parti de la coalition gouvernementale, et la ministre de l'Éducation nationale, Joanna Kluzik-Rostkowska.

#### Une bonne image dans l'opinion
Elle se soumet le 1er octobre suivant à un vote de confiance à la Diète, qu'elle remporte aisément ; son gouvernement obtient en effet 259 suffrages favorables, contre 183 voix opposées. Dans la semaine qui suit, deux sondages montrent que la Plate-forme civique fait un bond dans l'opinion et dépasse Droit et justice (PiS) de six points. L'un des deux sondages mesure même une majorité absolue en sièges pour la coalition au pouvoir.
En mai 2015, elle est désignée 40e femme la plus puissante du monde par le magazine américain Forbes.

#### Défaite et départ du pouvoir
Le 12 novembre 2015, lors de la séance inaugurale du nouveau Parlement, issu des législatives du 25 octobre, remportées par les conservateurs de Droit et justice, son gouvernement présente sa démission,. Le même jour, elle échoue à se faire élire présidente du groupe parlementaire PO en ne recueillant que 72 voix, contre 94 au député Sławomir Neumann.
Beata Szydło, issue des rangs du PiS, est nommée le 13 novembre par le président de la République, Andrzej Duda,,,. Le 16 novembre suivant, Szydło prête serment, en compagnie de son gouvernement, devant le président Duda,.

### L'après gouvernement
Elle voit Grzegorz Schetyna lui succéder à la présidence de la Plate-forme civique le 26 janvier 2016.
Elle appelle au boycott de l'élection présidentielle polonaise de 2020 dans le contexte de la pandémie de coronavirus,.

### Vie privée
Ewa Bożena Lis est née le 3 décembre 1956 à Skaryszew, petite ville située près de Radom, à une centaine de kilomètres au sud de Varsovie. Son père, Mieczysław, aujourd'hui décédé, était ouvrier-fraiseur à l'usine Radoskór, l'un des plus grands sites industriels de la République populaire de Pologne. Sa mère Krystyna était couturière à domicile. Ewa Bożena a un frère, Wojciech, cadre à la PKS, société nationale de transport par autocar.
Elle porte le nom de son ex-mari, Marek Kopacz, un juriste dont elle a divorcé en 2008, mort en 2013. Ensemble, ils ont eu une fille qui est devenue médecin, Katarzyna, exerçant à Gdańsk en 2014.

## Distinctions
Décorations étrangères
- Ordre royal norvégien du Mérite (2012)[29]
- Ordre de la Croix de Terra Mariana d'Estonie (2014)[30]
- Commandeur de l'ordre de Saint-Charles (2012)[31]